# György Ligeti
György Sándor Ligeti (født Ligeti György Sándor, født den 28. maj 1923 i Târnăveni i Rumænien, død 12. juni 2006 i Wien i Østrig) var en ungarsk/østrigsk komponist. 
Han gjorde tidligt op med serialismen og dennes optagethed af den enkelte tone til fordel for et fokus på klangmasser, tekstur og atmosfære.
Han blev østrigsk statsborger i 1967. 
Han har bl.a. skrevet solokoncerter, klavermusik, kammermusik et rekviem, en opera, klaverkoncerter, strygekvartetter og elektroniske værker.
Ligeti blev uddannet på konservatoriet i Ungarn før og efter 2. verdenskrig. Han underviste og komponerede især kormusik, der stod i gæld til Kodály og Bartók.
Som jøde havde Ligeti været i arbejdslejr under 2. verdenskrig. Russernes invasion i Ungarn i 1956 var mere end han kunne klare, så han flygtede via Østrig til Vesttyskland. Her blev han udsat for et nyt ideologisk overherredømme af Darmstadt og Kölns avantgarde.[kilde mangler]
Til trods for at Ligeti aldrig fandt sig til rette med at skulle komponere efter fastlåste systemer, blev han tilknyttet elektroniskmusikstudier i Köln. Guidet af sit øre fandt han frem til enkle harmonier og let forståelige melodier, som serialisterne ellers ville have afvist. Denne stil kaldte han for ’mikropolyfoni’.
Værket ’Apparitions’ blev i 1960 modtaget med stor entusiasme og det samme gjaldt ’Atmospheres’, kendt fra filmen Rumrejsen år 2001 instrueret af Stanley Kubrick. Rumrejsen år 2001 rummer flere af Ligetis kendte værker fra 60’erne som ’Aventures’, ’Lux Aeterna’ og ’Requiem for sopran, mezzosopran, to kor og orkester’.
Så sent som i 2005 blev musikken fra Ligetis 'Requiem' brugt i Tim Burtons gotiske eventyrfilm Charlie og Chokoladefabrikken med Johnny Depp i hovedrollen.
’Le grand macabre’, der er en surrealistisk opera (blanding af operette, opera og tale), fik en kølig modtagelse ved premieren i Stockholm, øjensynligt fordi verdensavantgardens kritikere ikke kunne forstå svensk,[kilde mangler] for værket har haft stor succes siden – af en moderne opera at være.[kilde mangler]
Efter 1980 søgte han i stigende grad tilbage mod ungdommens stil, men dårligt helbred mindskede i hans sidste år hans produktion.
György Ligeti modtog i 2003 Adorno-prisen